# Odorologie
Odorologie je kriminalistický obor, který se zabývá identifikací osob nebo věcí na základě jejich pachu.
Hlavním cílem kriminalistické odorologie je zjištění původce určitého pachu a jeho detailní identifikace. Nejčastěji se zkoumá tělesný pach člověka, jehož zdrojem je např. dech, pot či jiné výměšky. Látky, které jsou součástí tělesného pachu, jsou vylučovány nepřetržitě a jejich složení je individuální (jde o části molekul nebo atomů, které se odpařením nebo sublimací dostaly do vzduchu). Na konkrétní charakteristiku tělesného pachu mají vliv nemoci a léky, užívání alkoholu, kouření, jídlo, používání kosmetiky apod.

## Odorologické stopy
Stopy jsou časově omezené, nestálé, podléhají chemickým změnám a jsou citlivé vůči okolním vlivům (mohou se snadno znehodnotit, např. kontaktem s pokožkou nebo oděvem člověka, který stopy zajišťuje).
Mohou být buď na předmětech, které přišly do kontaktu s původcem pachu, nebo jsou přímo vyloučeny do okolí. Původcem pachu ovšem nemusí být vždy objekt, který stopu vytvořil. Mohl jím být i substitut (např. hodinky, obuv, klíče nebo jiný předmět, který byl v kontaktu s určitou osobou).
Stopy lze odebrat pomocí tkaniny (aratex) do tzv. pachové konzervy, mohou se také nasát (do injekční stříkačky nebo plastové lahve) nebo se využívá prosávání vzduchu (např. u testu na zjištění alkoholu v dechu).

## Odorologické metody
- Objektivní, tzv. olfaktronika – Provádí se technickými prostředky, nejčastěji na plynovém chromatografu. Plynová chromatografie je fyzikálně-chemickou metodou.
- Subjektivní, tzv. olfaktorika – Provádí se biologickými prostředky. Využívá se zde speciálně vycvičených služebních psů.

V pachové konzervě (což je vlastně sklenice se šroubovacím uzávěrem) je umístěna tkanina s určitým pachem. Porovnává se pak pachová stopa s konkrétním vzorkem určité osoby. Pachová identifikace se provádí až po 24 hodinách od uložení tkaniny nebo předmětu do konzervy, a to proto, aby pach měl čas uzrát. Trvanlivost konzervy je minimálně 1 rok, skladují se však déle. Psi dokáží určit a naučeným způsobem označit shodný vzorek (dvě pachové konzervy, předmět a konzerva nebo osoba a konzerva). Zkouška se pro kontrolu provádí několikrát. Protože mají africké šelmy čich lepší než psi, byly v praxi již prováděny úspěšné pokusy se lvy.
Ze soudního hlediska je důkaz pachovou zkouškou pouze důkazem nepřímým, resp. výsledky nemají povahu trestně-procesního důkazu.

## Kritika
Metoda byla v médiích kritizována pro její nevědeckost.
Výzkumníci z České zemědělské univerzity v roce 2013 testovali spolehlivost této metody. Z provedených 40 pokusů jich bylo úspěšných pouze 25, v celých 15 případech pes neoznačil správnou pachovou konzervu. Závěr výsledné zprávy o testování uvádí: „Výsledky testu ukazují, že psi jsou schopni v zásadě pachovou komparaci provádět. Chybovost je ovšem natolik vysoká, že využitelnost této metody, pokud je prováděna za stávajících podmínek, jako důkazního prostředku prakticky vylučuje. […] Zvláště alarmující je poměrně vysoký počet ztotožnění těch párů pachových vzorků, které ve skutečnosti shodný pach neobsahovaly. Na základě výše uvedených poznatků nezbývá než dojít k závěru, že spolehlivost výše uvedené metody je za stávajících podmínek nedostatečná a její využívání v průběhu trestního řízení nelze doporučit.“
„Tak jak se metoda pachové identifikace dělala u nás do roku 2018, to bylo jako když si hodíte kostkou. Ale kostkou, která má jen jedničku a dvojku,“ uvedl ke spolehlivosti pachových stop Ludvík Pinc z České zemědělské univerzity. V zahraničí s touto metodou nepracují soudy už téměř nikde, s výjimkou Francie a zemí bývalého východního bloku. Na americkém kontinentu pouze na Kubě a v Argentině.